# Мерешешть (Молдова)
Мерешешть (рум. Mărășești) — село у Синжерейському районі Молдови. Входить до складу комуни, адміністративним центром якої є село Куболта.

## Населення
За даними перепису населення 2004 року у селі проживала 171 особа.
Національний склад населення села:
| Національність   | Кількість осіб | Відсоток   |
| ---------------- | -------------- | ---------- |
| молдавани румуни | 167 1          | 97,7% 0,6% |
| українці         | 3              | 1,8%       |
| Всього           | 171            | 100%       |